# مطار غرب ميلتون
مطار غرب ميلتون (إياتا: WML, إيكاو: NZWL) هو مطار صغير يقع في غرب ميلتون، كانتربري، نيوزيلندا. يقع على بعد 6 أميال بحرية غرب مطار كرايستشيرش الدولي، ويديرها نادي كانتربري ايرو " Canterbury Aero Club".